# Diospyros transita
Diospyros transita är en tvåhjärtbladig växtart som först beskrevs av Bakh., och fick sitt nu gällande namn av André Joseph Guillaume Henri Kostermans. Diospyros transita ingår i släktet Diospyros och familjen Ebenaceae. Inga underarter finns listade i Catalogue of Life.